# Freycinetia acicularis
Freycinetia acicularis är en enhjärtbladig växtart som beskrevs av Huynh. Freycinetia acicularis ingår i släktet Freycinetia och familjen Pandanaceae. Inga underarter finns listade.